# Torquatella longiuscula
Torquatella longiuscula is een mosdiertjessoort uit de familie van de Celleporidae. De wetenschappelijke naam van de soort is, als Drepanophora longiuscula, voor het eerst geldig gepubliceerd in 1957 door Harmer.